# Sidni Hoxha
Sidni Hoxha (ur. 6 stycznia 1992 roku w Szkodrze) – albański pływak, trzykrotny uczestnik igrzysk olimpijskich: W Pekinie (2008), Londynie (2012) i Rio de Janeiro (2016). 

## Życiorys

### Mistrzostwa
Na mistrzostwach Europy na krótkim basenie w Stambule w 2009 roku w wyścigu na 50m stylem dowolnym uzyskał czas  22,49, zaś na 100 metrów stylem dowolnym uzyskał wynik 50,07. 

### Igrzyska olimpijskie
W Pekinie, gdzie zadebiutował w 2008 r., zajął drugie miejsce w swoim biegu eliminacyjnym na 50 metrów stylem dowolnym z czasem 24,56, ale nie osiągnął półfinału z tym wynikiem, kończąc na 64. miejscu. 
W Londynie wziął udział w rywalizacji na 100 metrów stylem dowolnym, które ukończył na 37. miejscu. 
Jego trzeci występ w Rio de Janeiro odbył się ponownie w konkurencji 50 metrów stylem dowolnym. W eliminacjach uzyskał czas 22,80, co nie dało mu awansu do następnej tury. W końcowej klasyfikacji uplasował się na 41. miejscu.